# Österreichischer Spielepreis
Der Österreichische Spielepreis ist ein seit 2001 jährlich von der Wiener Spiele Akademie vergebener Spielepreis.
Es wird jeweils ein Spiel mit dem Hauptpreis Spiel der Spiele ausgezeichnet, eine Auswahl weiterer Spiele erhält die Auszeichnung Spiele Hit, die in unterschiedlichen Kategorien zum Teil mehrfach vergeben wird (für Experten, mit Freunden, für Familien, für Kinder, für Viele, für Zwei). 2013 wurden erstmals Spiele mit dem Sonderpreis ausgezeichnet, dieser soll „besondere Leistungen des Jahrgangs zusätzlich zum Hauptpreis in den Vordergrund stellen“. 2014 wurde erstmals die Auszeichnung Griffin Scroll für Fantasy- und Science-Fiction-Spiele vergeben.
Es können nur Spiele prämiert werden, die im österreichischen Fachhandel erhältlich sind. Die Auszeichnungen können ohne Lizenzgebühren und sonstige Zahlungen von den Verlagen verwendet werden.

## Jury
Die Spielekommission besteht aus fünf Mitgliedern der „Wiener Spiele Akademie“, einem eingetragenen Verein. Aktuelle Mitglieder der Kommission sind Dagmar de Cassan (Vorsitzende), Gerhard Bergauer, Samy Molcho, Christoph Proksch und Gert Stöckl (2018). Ehemalige Mitglieder waren unter anderen Manfred Schreiber und Helmut Wresnik.

## Die Preisträger
In der folgenden Liste finden sich die Preisträger des Hauptpreises Spiel der Spiele. Für eine vollständige Liste siehe
- 2001: Die neuen Entdecker (Klaus Teuber) bei Kosmos
- 2002: Pueblo (Michael Kiesling, Wolfgang Kramer) bei Ravensburger
- 2003: King Arthur (Reiner Knizia) bei Ravensburger
- 2004: Einfach Genial (Reiner Knizia) bei Kosmos Spiele
- 2005: Trans Europa (Franz-Benno Delonge) bei Winning Moves
- 2006: Tal der Abenteuer (Reiner Knizia) bei Parker/Hasbro
- 2007: Extreme Activity (Ulrike Catty, Maria Führer) bei Piatnik
- 2008: Suleika (Dominique Ehrhard) bei Zoch
- 2009: Ramses Pyramid (Reiner Knizia) bei Lego
- 2010: Atlantis (Leo Colovini) bei Amigo
- 2011: Asara (Wolfgang Kramer, Michael Kiesling) bei Ravensburger
- 2012: Santa Cruz (Marcel-André Casasola Merkle) bei Hans im Glück
- 2013: Golden Horn: Von Venedig nach Konstantinopel (Leo Colovini) bei Piatnik
- 2014: Abluxxen (Wolfgang Kramer, Michael Kiesling) bei Ravensburger
- 2015: Mmm! (Reiner Knizia) bei Pegasus
- 2016: Kerala (Kirsten Hiese) bei Kosmos
- 2017: Bärenpark (Phil Walker-Harding) bei Lookout Games
- 2018: Istanbul – Das Würfelspiel (Rüdiger Dorn) bei Pegasus
- 2019: Forbidden Sky (Matt Leacock) bei Schmidt Spiele
- 2020: Smart 10 (Christoph Reiser, Arno Steinwender) bei Piatnik
- 2021: Flyin’ Goblin (Corentin Lebrat, Théo Rivière) bei iello
- 2022: Wonder Book (Martino Chiacchiera, Michele Piccolini) bei daVinci/abacusspiele
- 2023: Café del Gatto (Lena Burkhardt, Julia Wagner) bei Schmidt Spiele
- 2024: Mycelia (Daniel Greiner) bei Ravensburger
- 2025: Gloomies (Filippo Landini) bei Ravensburger